# Križni Vrh, Mokronog-Trebelno
Križni Vrh este o localitate din comuna Mokronog - Trebelno, Slovenia, cu o populație de 9 locuitori.